# Каратауский район
Каратауский район (каз. Қаратау ауданы) — административно-территориальная единица города Шымкента в Казахстане. Образован в 2014 году. 

## Топоним
Название предложил известный поэт, писатель, общественный деятель Мархабат Байгут.

## Состав
В Каратауский район включено более 28 населённых пунктов и микрорайонов.
Каратауский район объединил микрорайоны и жилые массивы «Азат», «Акжайык», «Асар», «Асар-2», «Бозарык», «Достык», «Достык-2», «Кайнар булак», «Кайтпас», «Кызылсай», «Мартобе», «Мирас» (частично), «Нурсат», «Нуртас», «Орманшы», «Отемис», «Сайрам», «Тажиреби бекети», «Таскен», «Тассай», «Туран», «Шапырашты».

## Население
Национальный состав района (на начало 2019 года):
- казахи — 144 056 чел. (65,86 %)
- узбеки — 56 066 чел. (25,63 %)
- русские — 9 834 чел. (4,50 %)
- азербайджанцы — 3 176 чел. (1,45 %)
- турки — 2 114 чел. (0,97 %)
- татары — 1 031 чел. (0,47 %)
- корейцы — 600 чел. (0,27 %)
- курды — 460 чел. (0,21 %)
- украинцы — 285 чел. (0,13 %)
- персы — 196 чел. (0,09 %)
- уйгуры — 127 чел. (0,06 %)
- киргизы — 125 чел. (0,06 %)
- немцы — 120 чел. (0,05 %)
- таджики — 91 чел. (0,04 %)
- башкиры — 43 чел. (0,02 %)
- греки — 39 чел. (0,02 %)
- чеченцы — 33 чел. (0,02 %)
- другие — 337 чел. (0,15 %)
- Всего — 218 733 чел. (100,00 %)

## Акимы
1. Исмаилов, Галым Ыбрайулы (с 26 января 2015 года по 16 августа 2016 года)[6].
2. Мауленкулов, Габит Патшаханулы (с 16 августа 2016 года по 13 июля 2018 года)[7].
3. Кантураев, Исамидин Мухитдинович (с 13 июля 2018 года по 27 августа 2019 года)[8].
4. Аликулов, Абзал Шымкентбаевич (с 27 августа 2019 — 29 марта 2022 год)[9].
5. Мулкеманов, Ракымберды Жанысбекович (c 8 апреля 2022 года)[10]